# Bertaut & Son Classics
Bertaut & Son Classics, New Orleans is een motorfiets.
Een Amerikaans bedrijf met deze naam dat onder andere eencilinder choppers maakt met een 400 cc Briggs & Stratton-aggregaatmotortje. 